# Oswald Chambers
Pour les articles homonymes, voir Chambers.
Oswald Chambers (24 juillet 1874 - 15 novembre 1917) est un missionnaire chrétien baptiste et enseignant écossais du début du XXe siècle, également proche du mouvement de sanctification, particulièrement connu pour son petit ouvrage de dévotion My Utmost for His Highest ("mon meilleur pour sa plus haute [gloire]"), publié de manière posthume. Cet ouvrage d'Oswald Chambers, traduit en plus de 40 langues, reste à ce jour une référence dans le monde évangélique.

## Biographie

### Jeunesse
Oswald Chambers est né dans le foyer de parents très pieux à Aberdeen en 1874. En 1876, il déménage avec sa famille à Stoke-on-Trent lorsque son père, Clarence Chambers, a été nommé évangéliste au sein de la Mission intérieure de l'Association baptiste du Nord Staffordshire, puis à Perth (Écosse), où son père avait pris un poste pastoral, puis enfin à Londres, en 1889, lorsque Clarence Chambers a été nommé Secrétaire itinérant de l'Association baptiste pour l'Abstinence totale. À 16 ans, Oswald Chambers a été baptisé et est devenu un membre de la Chapelle Baptiste de Rye Lane. Dès son adolescence, Oswald Chambers s'est fait remarquer par sa profonde spiritualité, et il a participé à des campagnes d'évangélisation dans les quartiers pauvres. Dans le même temps, le jeune Chambers montrait également des dons à la fois musicaux et artistiques.
De 1893 à 1895, Chambers a étudié à l'École nationale de Formation artistique, à présent le Royal College of Art ; une bourse lui fut proposée pour y poursuivre ses études, mais il la refusa. Les deux années suivantes, il a poursuivi ses études d'art à l'Université d'Édimbourg, tout en étant fortement influencé par la prédication d'Alexander Whyte, pasteur de l'Église libre Saint Georges. C'est à cette époque qu'il se sentit appelé au ministère, et qu'il partit pour Dunoon College, une petite institution de formation théologique près de Glasgow, fondée par le révérend Duncan MacGregor. Chambers fut bientôt chargé de cours à l'école et en reprit une grande partie de l'administration lorsque le pasteur MacGregor se blessa en 1898.

### Ministère
Alors qu'il enseignait à Dunoon, Chambers fut fortement influencé par l'avocat Richard Reader Harris, le fondateur de la Ligue de prière pentecôtiste et par Juji Nakada, un évangéliste japonais du mouvement de sanctification. En 1906, Nakada et Chambers partirent ensemble pour le Japon via les États-Unis. Chambers enseigna pendant un semestre dans une institution du mouvement de sanctification de Cincinnati, God's Bible School, puis pendant quelques mois au Japon avec Charles Cowman, cofondateur de la Société des Missions d'Orient.
De retour en Grande-Bretagne d'ici la fin de l'année, Chambers trouve le mouvement de sanctification divisé entre les partisans et les adversaires de la fondation d'une nouvelle dénomination et par les partisans et les détracteurs du parler en langue. Chambers ne s'oppose pas à la glossolalie, mais il est critique de ceux qui en font un test du baptême du Saint-Esprit.
A son retour des États-unis en 1908, Chambers devint plus proche de Gertrude Hobbs, la fille d'un ménage d'amis, qu'il avait rencontré ponctuellement auparavant. Ils se marièrent en mai 1910 et, le 24 mai 1913, Gertrude (surnommée "Biddy") donnait naissance à leur unique enfant, Kathleen. Même avant d'être mariés, les Chambers se considéraient en partenariat dans le ministère d'évangélisation, puisque Biddy, qui pouvait prendre des notes en sténographie jusqu'à 250 mots par minute, transcrivait et imprimait les sermons d'Oswald.

## Collège de formation biblique
En 1911, Chambers fonda le Collège de formation biblique à Clapham Common, dans le Grand Londres, dans une propriété qui avaient été achetée par la Ligue de Prière pentecôtiste. Les Chambers y accueillaient non seulement des étudiants de tous âges et de tous niveaux, mais aussi toute personne dans le besoin, car il faut "donner à celui qui demande." Entre 1911 et 1915, 106 étudiants résidents ont assisté aux cours, et, en juillet 1915, quarante étaient missionnaires.

## Aumônier des YMCA
En 1915, un an après le début de la première Guerre Mondiale, Chambers suspendit l'activité du collège et a fut accepté comme aumônier militaire pour les YMCA. Il fut affecté à Zeitoun, au Caire, en Égypte, où il servit d'aumônier à des troupes du corps expéditionnaire d'Australie et de Nouvelle-Zélande, qui, plus tard, participeraient à la Bataille des Dardanelles. Oswald Chambers a développé la tonalité spirituelle d'un centre prévu à l'origine pour être simplement une institution de service social et culturel, en un mot une alternative plus saine aux bordels de le Caire. Quand Chambers expliqua à un groupe de collègues des YMCA qu'il avait renoncé aux concerts et aux films en faveur de cours sur la Bible, ils lui prédirent un rapide exode des soldats vers d'autres activités ! Mais le rayonnement de Chambers et son soin pour chacun des hommes qu'il rencontrait produisirent le résultat inverse. Bientôt sa baraque en planches fut plein à craquer de centaines de soldats à l'écoute attentive de messages tels que "qu'est-ce que le bénéfice de la prière?" 

## Mort et postérité
Chambers fut frappée par une crise d'appendicite le 17 octobre 1917, mais refusa de se rendre à l'hôpital au motif que les lits seraient nécessaires pour les hommes qui allaient être blessés dans l'imminente troisième bataille de Gaza. Le 29 octobre, un chirurgien effectua une appendicectomie d'urgence, mais Chambers mourut d'une hémorragie pulmonaire le 15 novembre 1917. Il fut enterré au Caire, avec tous les honneurs militaires.
Avant de mourir, Chambers avait relu le manuscrit de son premier livre, Dérouté pour mieux lutter, un titre tiré d'un vers de Robert Browning. Pendant le restant de ses jours — et au début dans des conditions très difficiles— "Biddy" Chambers, la veuve d'Oswald, transcrivit et publia des livres et des articles édités à partir des notes qu'elle avait prises en sténographie lors des années au Collège de formation biblique et à Zeitoun. Le plus grand succès de la trentaine de livres ainsi publiés fut "My Utmost for His Highest" (Mon meilleur pour sa plus haute [gloire]), paru en 1927, un livre de dévotion quotidienne composé de 365 passages tirés des conférences de Chambers. Ce livre a sans cesse été réimprimé depuis et a été traduit en plus de langues,. Après la mort de Biddy, sa fille Kathleen Chambers a animé l'action de l'association Oswald Chambers jusqu’à son décès en 1997.